# Île de Vauveix
L'île de Vauveix est une île lacustre située sur le lac de Vassivière, à cheval sur les départements de la Creuse et de la Haute-Vienne.

## Description
Elle s'étend sur plus de 360 m de longueur pour une largeur d'environ 190 m. Elle est reliée à la rive du lac par une passerelle que l'on peut atteindre en suivant une randonnée.